# James Stark (pintor)
James Stark (19 de noviembre de 1794-24 de marzo de 1859) fue un paisajista inglés. Miembro destacado de la Escuela de pintores de Norwich, fue elegido vicepresidente de la Sociedad de Artistas de Norwich en 1828 y se convirtió en su presidente en 1829. Tenía mecenas adinerados y la prensa de Norfolk lo elogiaba constantemente por su exitosa carrera en Londres.
Stark nació en Norwich, hijo menor de un importante fabricante de tintes, Michael Stark, a quien se atribuye la invención del tinte conocido como "rojo de Norwich". Al terminar su educación en la Escuela de Norwich en 1811, fue aprendiz de John Crome, cuya influencia en su alumno fue profunda. Su obra se expuso en Londres ya en 1811 y en la British Institution entre 1814 y 1818. En 1814 se trasladó de Norwich a Londres, donde entabló amistad con el artista William Collins. En 1819, su mala salud le obligó a regresar a Norwich, donde vivió durante veinte años, antes de trasladarse a Windsor en 1840, donde siguió produciendo paisajes. Regresó a Londres en 1849, donde residió hasta su muerte en 1859, a la edad de 64 años. Está enterrado en el cementerio del Rosario de Norwich.
Stark trabajaba generalmente al óleo, aunque su producción total incluía grabados, acuarelas y dibujos a lápiz y tiza. Sus pinturas de paisajesrepresentaban a menudo escenas de bosque que eran pastiches de los maestros holandeses del siglo XVII. Sus obras de la década de 1830 tuvieron más éxito y mostraron una frescura de la que antes carecían. En 1834 publicó su admirado Paisaje de los ríos de Norfolk, que consistía en treinta y seis grabados realizados por grabadores especializados a partir de sus propias pinturas. Esta ambiciosa obra fue bien recibida en su momento, pero al igual que otras obras similares publicadas por otros artistas, no tuvo éxito financiero.

## Vida

### Primeros años y aprendizaje de Crome

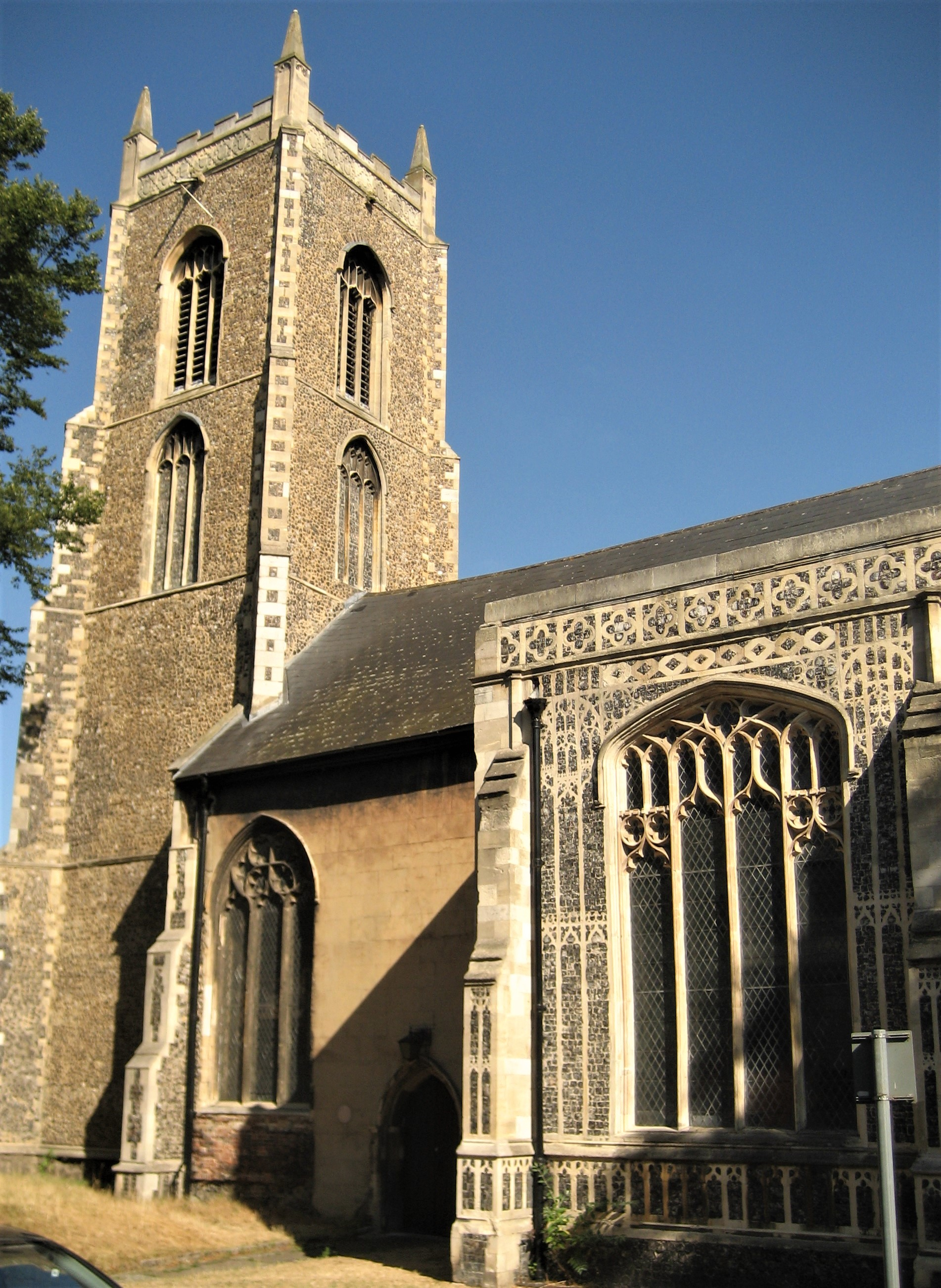
St Michael Coslany, Norwich, donde fue bautizado James Stark

James Stark nació en Norwich el 19 de noviembre de 1794, hijo de Michael Stark (1748-1831) y su esposa Jane Ivory. Fue bautizado el 30 de noviembre de 1794 en la iglesia de San Miguel Coslany, en Norwich, cerca de la casa familiar. James era el hijo menor de ocho hermanos. Su padre, Michael Stark, era un tintorero de origen escocés con una considerable formación literaria y científica, que dirigía su propio negocio de tintes en Duke Street, Norwich. Se le atribuyen varias innovaciones en la industria de los tintes, incluida la invención de la fórmula del "rojo de Norwich".
James Stark mostró su talento para el arte desde una edad temprana. Se educó en la Norwich School, donde entabló amistad con John Berney Crome, hijo del artista (y su maestro) John Crome. Dos dibujos a lápiz de Stark se expusieron en Norwich en 1809, y expuso por primera vez en Londres en 1811, a la edad de diecisiete años, cuando su cuadro A view on King Street river, Norwich se expuso en la Royal Academy.
Debido a su mala salud, que le persiguió durante toda su vida, sus ambiciones iniciales de convertirse en agricultor nunca se hicieron realidad. En 1811, fue contratado como aprendiz durante tres años por John Crome. Se conservan dos cartas de Crome a su alumno adolescente. Una, fechada el 3 de julio de 1814 y enviada a la casa de Starks en Londres, contiene un recordatorio para que presente obras a la próxima exposición de la Sociedad de Artistas de Norwich. Los historiadores del arte consideran que la segunda carta es importante, ya que revela cómo Crome podía impartir sus conocimientos a sus alumnos. Entre otras sugerencias, la carta animaba a Stark a considerar el uso de más "amplitud". Crome ejerció una fuerte influencia sobre Stark, que era su alumno favorito, y la preocupación de Crome por representar árboles y escenas de bosque llevó a Stark a realizar él mismo muchas de esas escenas. Fue elegido miembro de la Norwich Society of Artists en 1812. Expuso en la British Institution entre 1814 y 1818, ganando un premio de 50 libras en 1818.

### Carrera artística

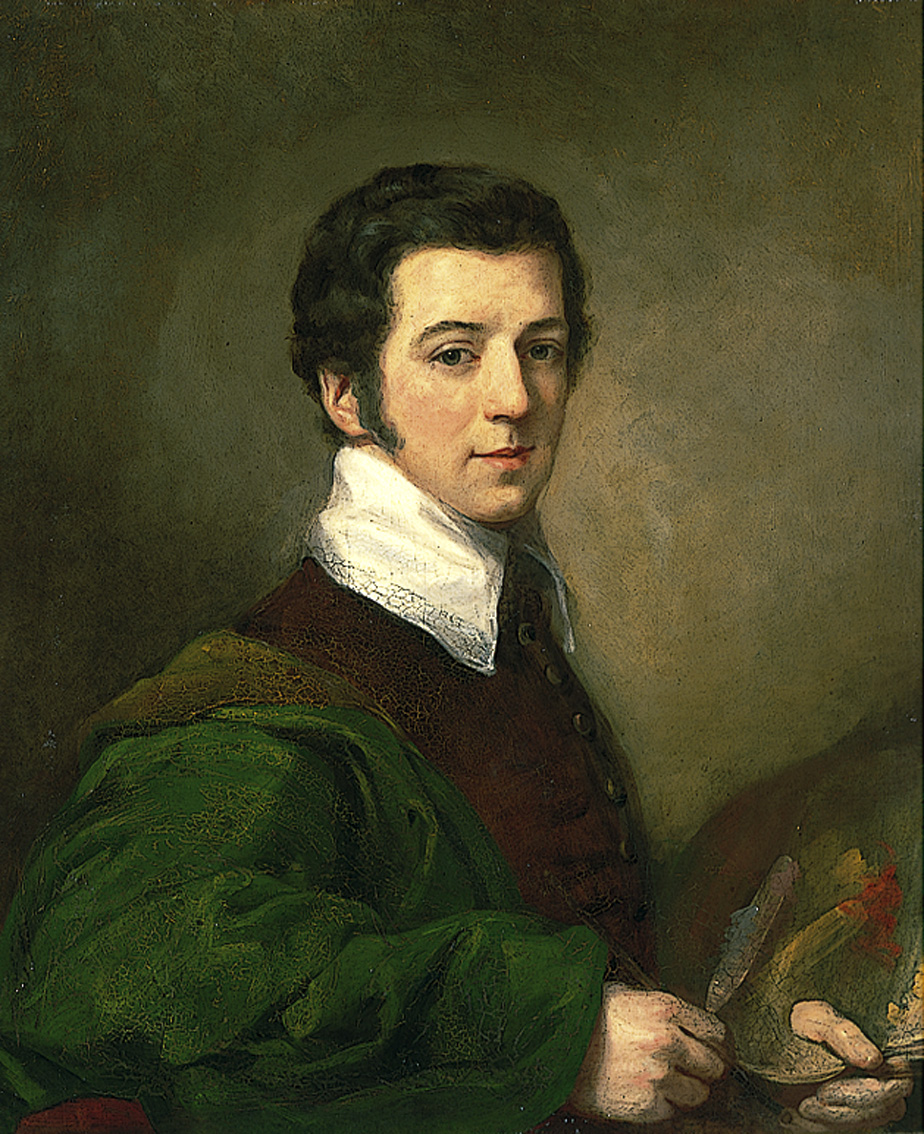
Retrato sin fecha de Margaret Carpenter, Colecciones de los Museos de Norfolk

En 1814, tras finalizar su aprendizaje en Norwich, Stark se trasladó a Londres. Allí entabló amistad con el artista William Collins y recibió su influencia. En 1817 ingresó en la Royal Academy. En 1817 vendió su The Bathing Place, Morning al deán de Windsor, Henry Hobart. Durante un breve periodo compartió alojamiento con el retratista Joseph Clover. Durante este periodo comenzó a vender cuadros a mecenas adinerados: tanto el marqués de Stafford como la condesa de Grey le compraron obras
Tras sólo dos años de estudio en Londres, una enfermedad debilitante le obligó a regresar a Norwich, donde permaneció durante casi veinte años, hasta su traslado definitivo de la ciudad en 1830. Allí se dedicó a pintar los paisajes de la ciudad y a realizar una serie de cuadros de los ríos de Norfolk, que finalmente fueron grabados y publicados en 1834. Considerado en vida por sus amigos como uno de los líderes de la escuela de pintores de Norwich, fue elegido vicepresidente de la Sociedad de Artistas de Norwich en 1828 y presidente al año siguiente, en un momento en que la Sociedad luchaba por sobrevivir. En 1840, Stark se mudó a Windsor, donde vivió durante diez años. Durante este período de su vida, pintó muchos cuadros del paisaje a lo largo del Támesis y en el Gran Parque de Windsor, produciendo imágenes de árboles que revelaban su mejor comprensión de su estructura.

### Vida familiar y últimos años.
El 7 de julio de 1821 se casó con Elizabeth Younge Dinmore, de King's Lynn. En 1830 se trasladó a Londres, fijando su residencia en Beaumont Row, Chelsea. Elizabeth Stark murió en 1834, tres años después del nacimiento de su hijo, Arthur James Stark. Volvió a Londres en 1849 para fomentar la educación artística de su hijo, residiendo en Mornington Place, Camden Town. James Stark murió en marzo de 1859. Su cuerpo fue enterrado en la parcela familiar del cementerio del Rosario, en Norwich.

## Desarrollo como artista
Stark trabajaba principalmente al óleo, aunque también era acuarelista y realizaba dibujos a lápiz y tiza. Al principio siguió a su maestro John Crome en la producción de obras con grises y rosas suaves, en un estilo similar al de Back of the New Mills (c. 1815) de Crome. Su primer éxito importante se produjo ese mismo año, cuando expuso The Bathing Place - Morning. Su Lambeth, mirando hacia el puente de Westminster (1818), ahora en la colección del Centro de Arte Británico de Yale en New Haven, Connecticut, proporciona una indicación de la técnica inicial de Stark, que Andrew Hemingway describe como "un estilo bastante amplio comparable al de sus compañeros de estudios".
A los primeros cuadros de Stark les siguieron paisajes de tipo repetitivo y estilizado, que generalmente representaban claros de bosque, y por los que es más conocido hoy en día. Estas escenas caían en la trampa de ser "un mero pastiche de la fórmula del XVII", con pigmentos ocres, rojos y verdes para representar escenas con árboles mal dibujados. Estas obras se exponían bajo el título de Paisaje. Hacia 1825, el London Magazine informaba de que la temática de Stark carecía de desarrollo, pues tendía a basar sus obras en las pinturas de los maestros holandeses del siglo XVII, como Meindert Hobbema y Jacob van Ruisdael .
A mediados de la década de 1830, Stark se había alejado de la influencia de los maestros holandeses y producía cuadros que mostraban la naturaleza de forma menos intensa y más libre. Estas obras tienen títulos más descriptivos. No todos sus críticos estaban satisfechos: el Norfolk Chronicle se quejaba en 1829 de que Stark se alejara de la representación de escenas formulistas y recurriera a un mayor uso de colores vivos y efectos de iluminación más brillantes. Según Hemingway, su obra durante este periodo de su carrera artística tuvo más éxito. Los numerosos bocetos de la campiña de Norfolk que había realizado anteriormente daban a sus obras expuestas una frescura de la que antes carecían, y que resultaba más atractiva para la crítica. Cromer, expuesta en la British Institution en 1837, es un buen ejemplo de este nuevo tipo de obra, y muestra la influencia de su amigo William Collins y del artista de Norwich John Thirtle. Como muchas de sus obras posteriores, se basa en bocetos anteriores.
Al igual que muchos pintores de la Escuela de Norwich, Stark realizó sus propios grabados, pero éstos no se expusieron. Como generalmente carecían de título, hoy en día son difíciles de identificar y son poco conocidos. Geoffrey Searle, en su estudio de los grabados producidos por la Escuela de Norwich, describe los grabados de Stark como "con un encanto distintivo". En el artículo sobre Stark de la Encyclopædia Britannica de 1911 se señala que "sus obras encantan más por su suave verdad y su tranquilidad que por la robustez de su visión o por la decisión de su ejecución".

### Exposiciones y publicaciones
James Stark expuso cuadros durante toda su vida laboral. La Sociedad de Artistas de Norwich, inaugurada en 1803 y que celebró exposiciones anuales de forma casi ininterrumpida hasta 1833, expuso 105 obras de Stark entre 1809 y 32, de las cuales setenta y tres eran paisajes y cuatro eran escenas marinas
Durante su carrera tuvo muchos mecenas adinerados y fue considerado en Londres como un artista provincial de éxito. La prensa de Norfolk lo elogió constantemente. En 1817, con sólo veintitrés años, él y su amigo John Berney Crome fueron elogiados en el Norwich Mercury "por sus grandes y rápidos avances". Además de exponer en Londres y Norwich, Stark presentó sus cuadros en exposiciones en lugares tan lejanos como Glasgow, Edimburgo y Dublín.
Stark escribió un ensayo Sobre la influencia moral y política de las Bellas Artes, publicado en el Norwich Mercury el 26 de mayo de 1827, criticando a aquellos que aparentemente eran indiferentes a la difícil situación financiera de la Sociedad de Artistas de Norwich.
Las exposiciones posteriores de obras de Stark incluyen una exposición celebrada en 1887.

## Alumnos
Stark enseñó a su propio hijo Arthur, así como a Alfred Priest, Henry Jutsum y Samuel David Colkett, todos los cuales emergieron para convertirse en artistas menores. Sus estilos artísticos estaban muy influenciados por su maestro, y ninguno de ellos produjo obras de arte notables. Arthur James Stark se especializó en la representación de paisajes y animales, y dibujó el ganado en algunos de los cuadros de su padre.

## Obras publicadas
- Stark, James; Robberds, J.W. (1834). Scenery of the rivers of Norfolk: comprising the Yare, the Waveney, and the Bure, from pictures painted by James Stark, with historical and geological descriptions by J.W. Robberds, Jun. Norwich: John Stacy.[30]

## Galería

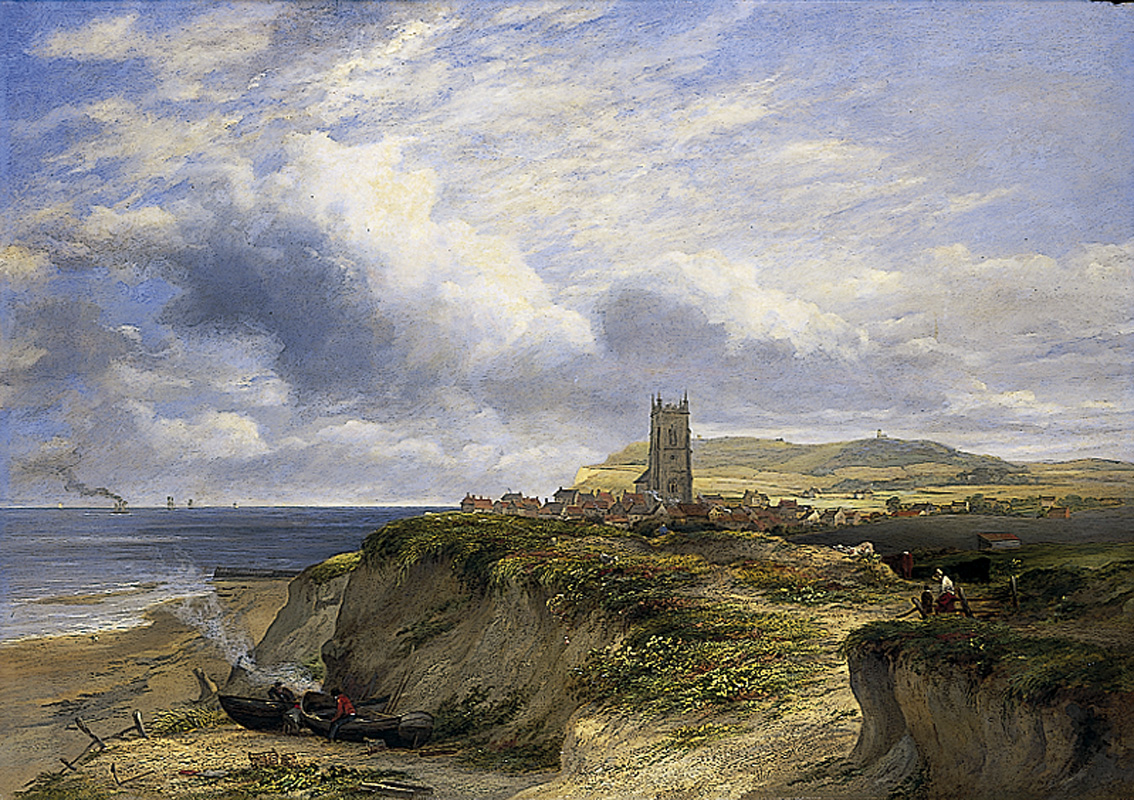
Cromer (c.1837), colecciones de museos de Norfolk
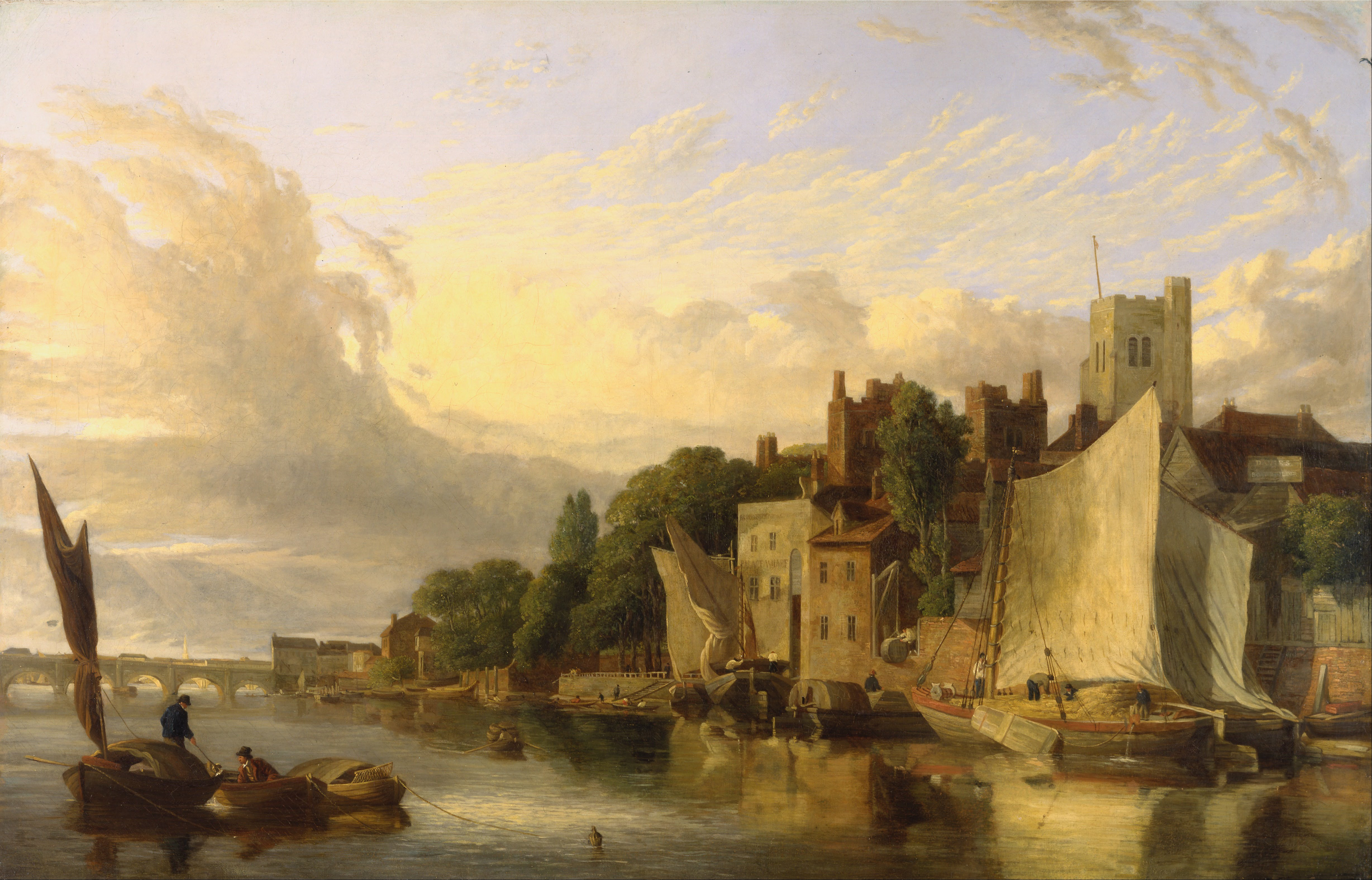
Lambeth desde el río mirando hacia el puente de Westminster (1818), Centro Arte Británico de Yale
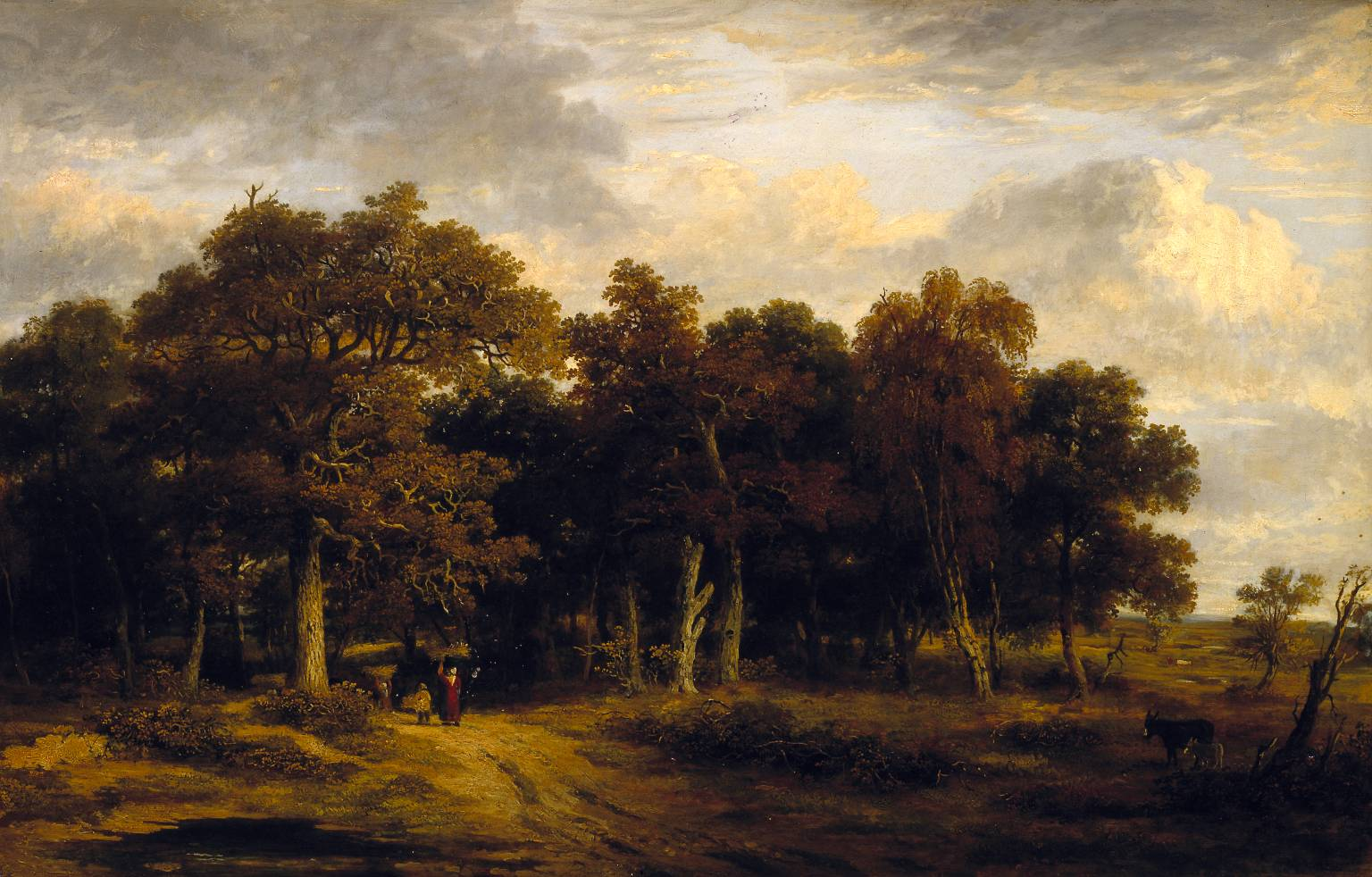
Paisaje arbolado, Tate Britain
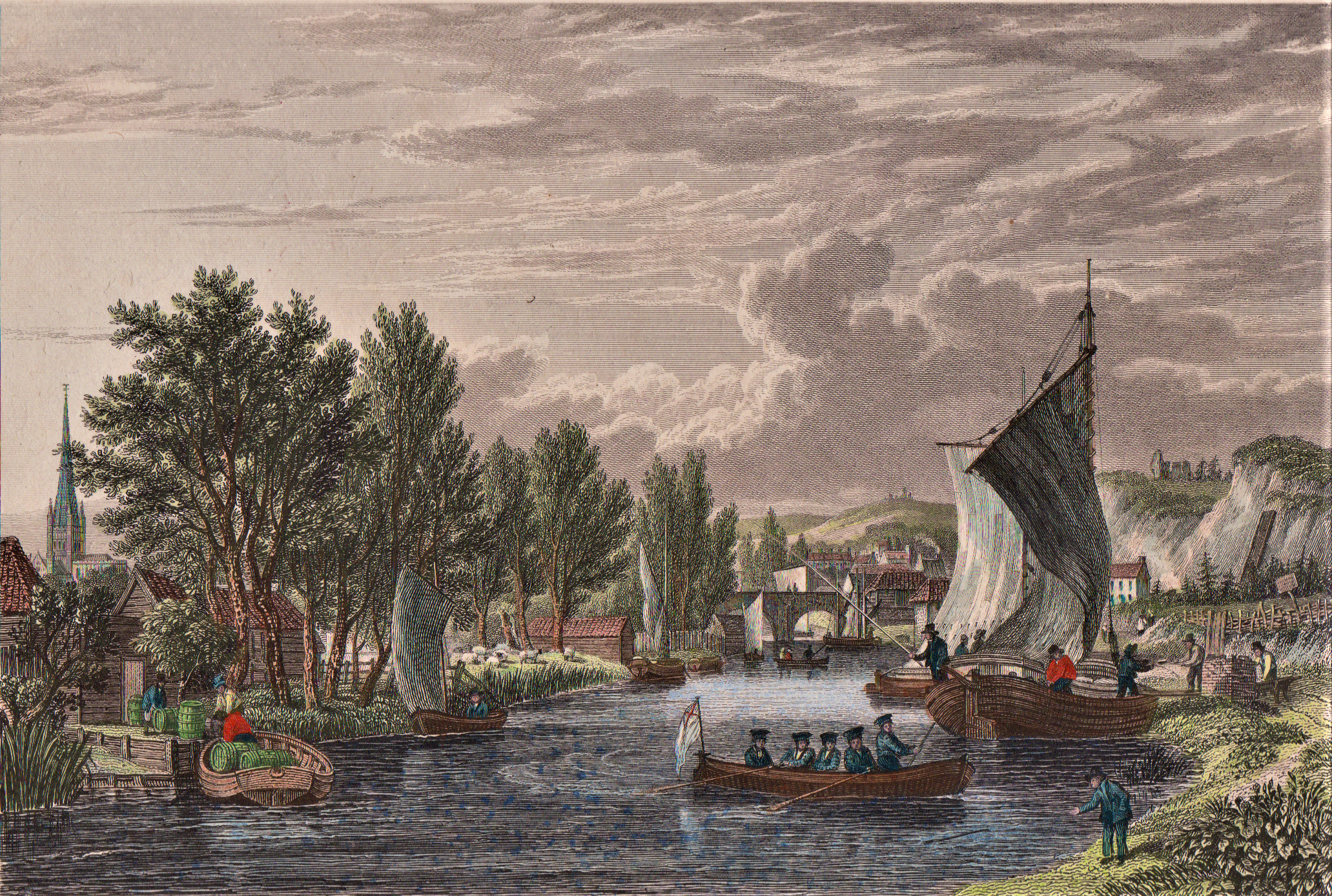
Vista cerca del puente Foundry (1828)
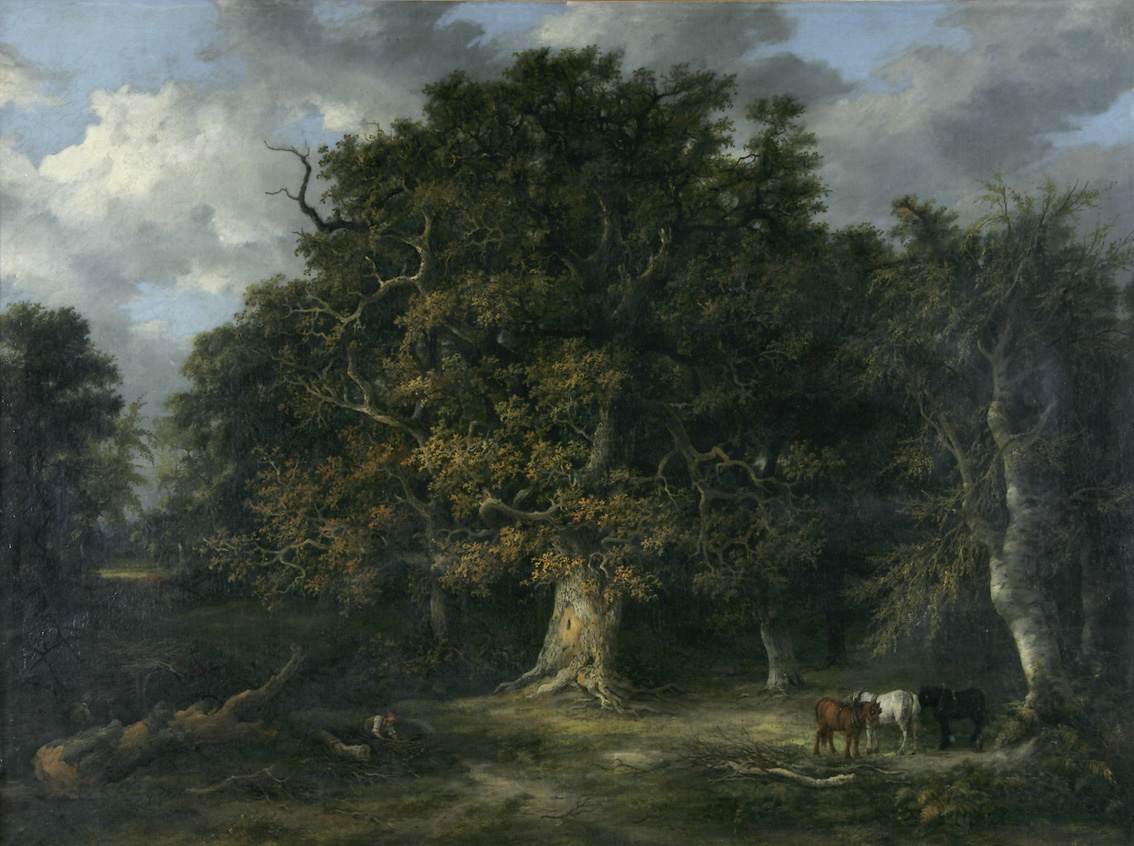
The Forest Oak (c.1843), colecciones de museos de Norfolk
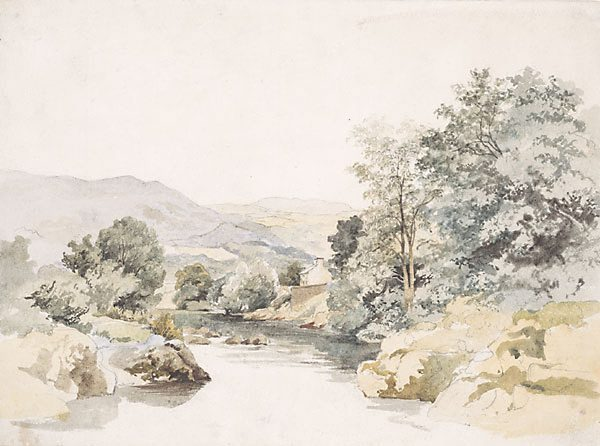
Escena del río (sin fecha), Galería de Arte de Nueva Gales del Sur
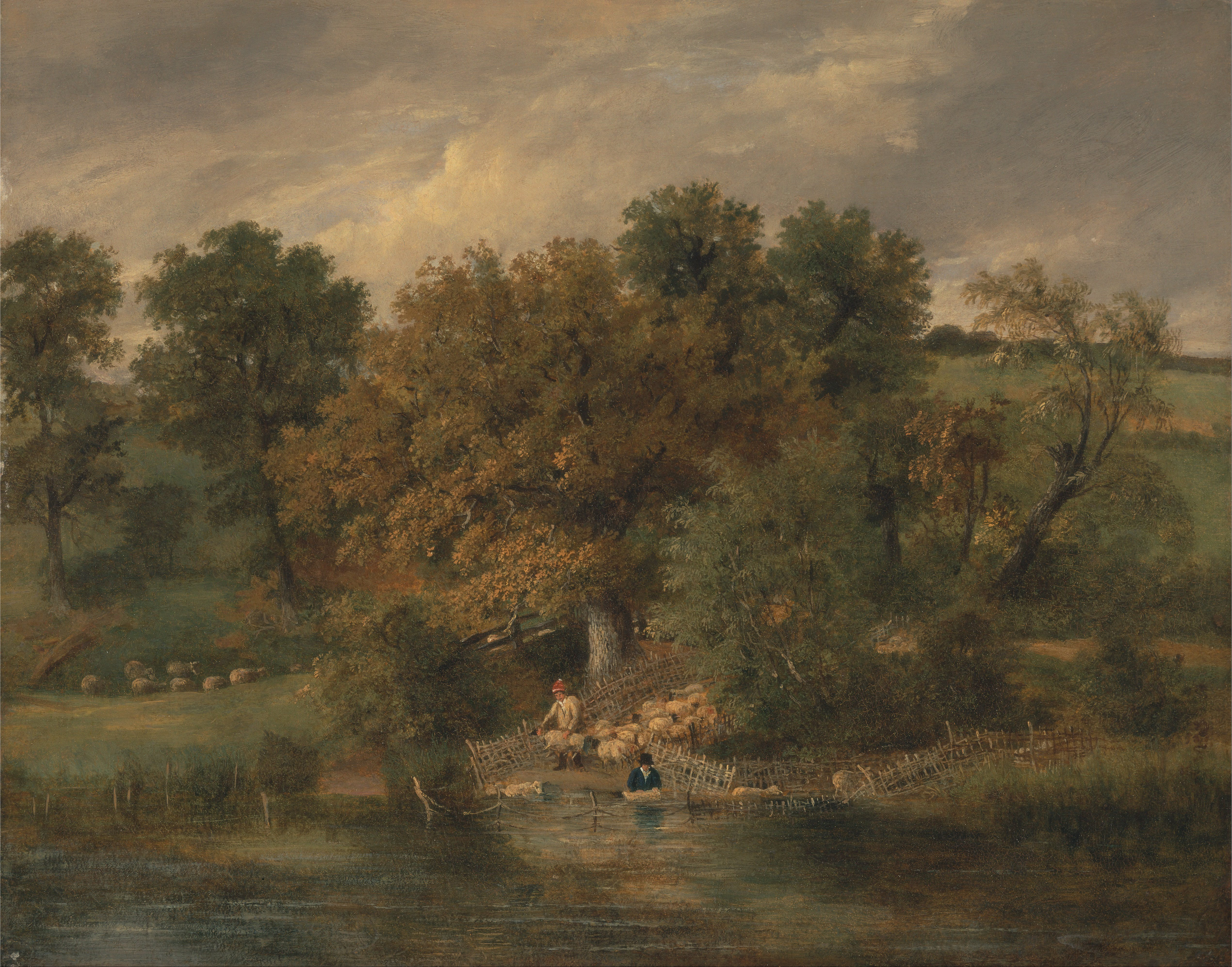
Lavado de ovejas en Postwick Grove, Norwich (circa 1822), Centro de Arte Británico de Yale
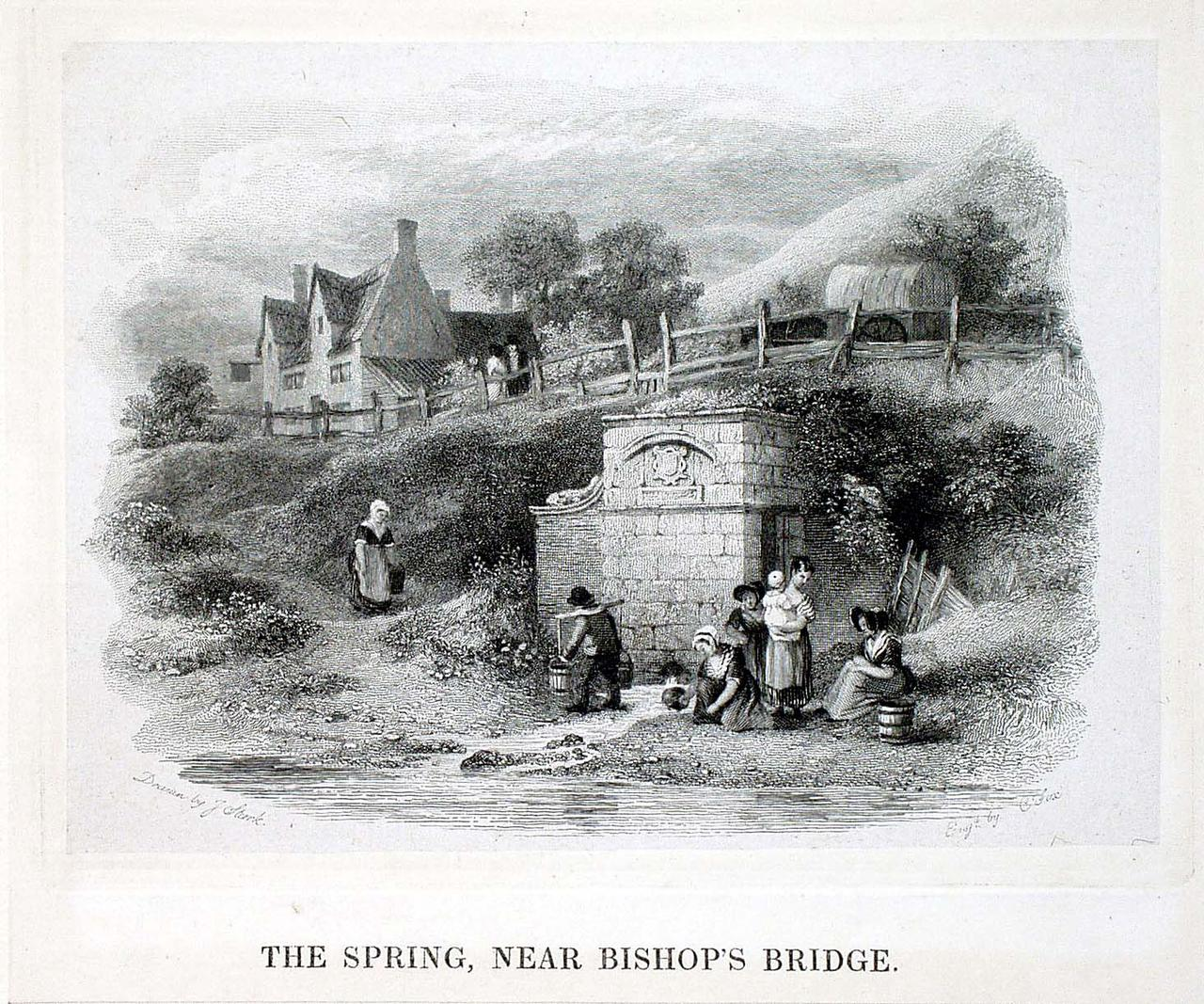
The Spring, cerca de Bishops Bridge (sin fecha), colecciones de museos de Norfolk
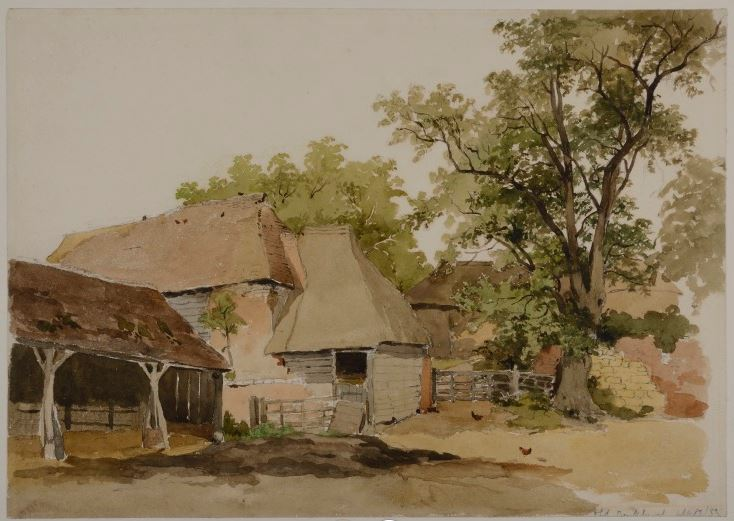
Granja en Old Buckhurst, Sussex (1853), Museos Nacionales de Liverpool
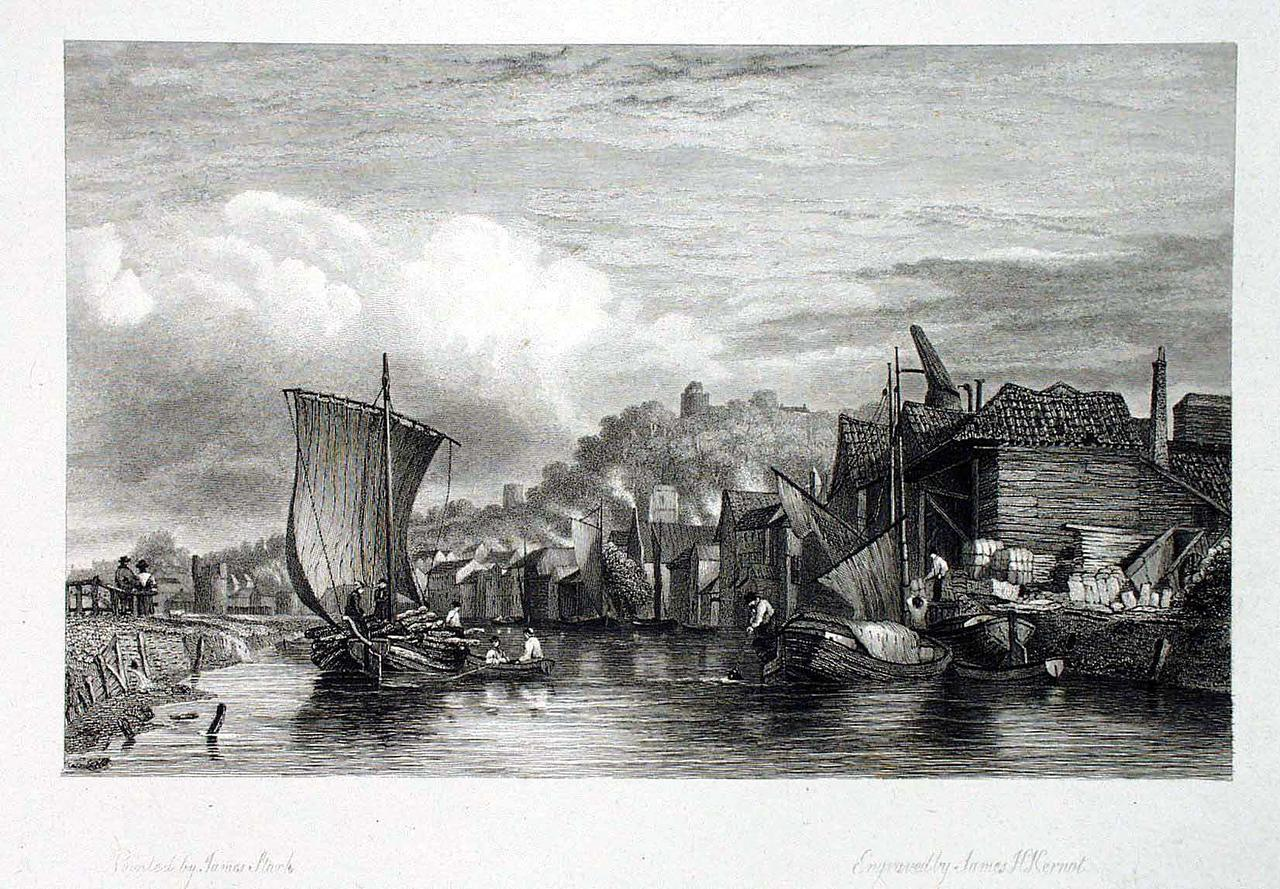
Harrison's Wharf, King Street Norwich (sin fecha), colecciones de museos de Norfolk. El grabado es de la serie Scenery of the rivers of Norfolk de James Stark.